# Cima delle Saline
La cima delle Saline est un sommet des Alpes ligures qui s'élève à 2 612 ou 2 614 m d'altitude, dans le Sud du Piémont, en territoire italien. Elle constitue le troisième plus haut sommet des Alpes ligures.

## Toponymie
La montagne tient son nom de la proximité du passo delle Saline, ainsi appelé parce qu'il se situait sur le chemin parcouru par le commerce du sel entre le Piémont et la Ligurie.

## Géographie
La montagne est située dans le complexe karstique de la pointe Marguareis, sur la ligne de partage entre le val Ellero et le val Tanaro. La roche est composée de calcaire jurassique. Le versant nord est constitué par des parois abruptes, tandis que le versant sud est une longue crête en pente, riche en gouffres et dolines. Vu de la plaine, le sommet a une forme arrondie.

## Chemins d'accès
L'accès se fait comme une randonnée pédestre évaluée « E » (Escursionistico).
L'itinéraire typique prévoit partir de la commune de Briga Alta, dans le val Tanaro. Il faut suivre le chemin A5, en passant par le refuge Ciarlo Bossi et des ruines à une altitude de 1 962 m d'où il existe deux possibilités.
Un itinéraire abandonne le chemin A5 et monte vers le nord-ouest entre la cima delle Saline et la cima degli Arpetti; De là, il suit la crête sud en direction du nord-nord-est jusqu'à la croix du sommet.
Un autre chemin prévoit de continuer jusqu'au passo delle Saline. De là, il tourne à gauche (ouest), et rejoint la piste juste au-dessous de la crête est jusqu'au sommet.
Les deux voies peuvent être reliées pour créer un circuit.
Le passo delle Saline peut également être atteint par le val Ellero, à partir de la Porta di Pian Marchisio, en passant près du refuge Havis De Giorgio - Mondovì (it), en suivant le chemin marqué G3.
La montée du pic peut être associée à celle de la cima Pian Ballaur.